# Factory (programma televisivo)
Factory è un programma televisivo italiano di genere docu-reality artistico, andato in onda nel 2005 su Cult.
Il format ideato da Luigi Maria Perotti prevede che un gruppo di artisti lavori davanti alle telecamera alla realizzazione di opere d'arte contemporanea dedicate alla città che li ospita.
Il concetto alla base  del progetto era quello di trasformare la televisione da mezzo di comunicazione in un mezzo di creazione di arte.
L'unica edizione del format si è svolta in collaborazione con la Fondazione Adriano Olivetti nel 2005 ed è stata ospitata dalla città di Senigallia, nella Marche.
Bartolomeo Pietromarchi, il curatore del progetto artistico dal titolo "Senigallia Dream" invitò 5 artisti, Elisabetta Benassi, Dragana Parlac, Norma Jeane (nome d'arte), Jorge Peris ed Enzo Umbaca.
Gli artisti hanno usato il mezzo televisivo per realizzare le loro opere d'arte, trasformando la messa in onda televisiva in una vera e propria performance artistica.
Nel 2006 il documentario Factory Rewind, realizzato dall'autore del format, ha vinto il Premio "Lo spirito del tempo" al Festival di Palazzo Venezia dedicato ai documentari d'arte.